# Marcelo Carracedo
Marcelo Carracedo est un footballeur argentin né le 16 avril 1970. Il évoluait au poste de milieu de terrain.

## Biographie
Au cours de sa carrière, Marcelo Carracedo joue dans de nombreux championnats : en Argentine, en Espagne, en Allemagne, en Autriche, au Mexique, au Japon et enfin au Chili.
Marcelo Carracedo dispute 46 matchs en Bundesliga avec le club de Düsseldorf.